# A-Force
Força-V (A-Force no original em inglês) são um grupo de super-heroínas de história em quadrinhos americanas pela editora Marvel Comics. O grupo também aparece em adaptações da Marvel para cinema, no filme Avengers: Endgame. Elas estrearam em maio de 2015 como parte das Secret Wars da Marvel.  A série, criada pelas escritoras G. Willow Wilson e Marguerite Bennett e desenhada pelo artista Jorge Molina, A equipe apareceu pela primeira vez como parte de um Universo paralelo durante "Guerras secretas", mas depois ressurgiu na Terra 616, 'A-Force' terminou em outubro de 2016 devido às vendas pobres, apesar das críticas favoráveis dos críticos e foi descrito como sendo decididamente feminista.

## Publicação
Em fevereiro de 2015, Marvel Comics anunciou que iria lançar Força V em maio de 2015. A equipe, liderada pela Mulher-Hulk, consistia inicialmente com Cristal, Medusa, Nico Minoru e Singularity, uma entidade cósmica. Wilson afirmou que o editor da Marvel, Daniel Ketchum, exigiu que a equipe fosse composta inteiramente apenas por personagens femininas, mas deu aos escritores total discrição e liberdade para qual heroínas iriam fazer parte da equipe.

## Eventos
Secret Wars
Força V juntamente com os defensores da matriarcal Battleworld nação de Arcadia, responde a um ataque do Megalodon enquanto fazer uma patrulha de rotina. Durante o ataque, América Chavez lança o tubarão através do escudo, o muro que separa suas fronteiras, quebrando assim as leis de Doutor Destino, ela é posteriormente presa pelos executores do Doutor Destino, a Tropa Thor. Apesar dos apelos da baronesa de Arcadia Mulher-Hulk, Chávez é condenada a passar o resto de sua vida na parede. Em resposta, a isso a Mulher-Hulk e a força tarefas dos Sub-Mariners vivos composta por Namor, Namorita, e Namora encontrar a fonte do ataque Megalodon. Enquanto isso, Nico Minoru, lamentando a perda de Chávez, se depara com uma figura misteriosa que caiu do céu. Os Sub-Marinos descobrem um estranho portal nas profundezas do oceano, mas ele implode à medida que se aproximam. Mais tarde, a pedido da lady loki, Minoru apresenta sua nova amiga à Mulher-Hulk. Quando Medusa acusa o Doutor Estranho, um universo de bolso consciente de criar o portal, um Sentinela cai de outro portal e ataca todos que estavam ali. Durante a luta, o recém-chegado salva Crystal, convence Mulher-Hulk de que ela não é a causa. Depois de destruir o Sentinela, Mulher-Hulk decide viajar pelo portal ainda aberto e investigar a própria fonte.

## Membros

### Secret Wars
| Manto                 | Alter-Ego                     | Introdução                       | Notas                             |
| --------------------- | ----------------------------- | -------------------------------- | --------------------------------- |
| Capitã Marvel         | Carol Danvers                 | A-Force vol. 1 #1 (Maio 2015)    |                                   |
| Cristalys             | Crystalia Amaquelin           | A-Force vol. 1 #1 (Maio 2015)    |                                   |
| Cristal               | Alison Blaire                 | A-Force vol. 1 #1 (Maio 2015)    |                                   |
| Power Girl            | Jessica Jones                 | A-Force vol. 1 #1 (Maio 2015)    |                                   |
| Lady Loki             | Lady Loki                     | A-Force vol. 1 #1 (Maio 2015)    | versão feminina do Loki           |
| Medusa                | Medusalith Amaquelin Boltagon | A-Force vol. 1 #1 (Maio 2015)    | Matou em A-Force #3.              |
| Miss America          | America Chavez                | A-Force vol. 1 #1 (Maio 2015)    | Banished in A-Force #1.           |
| Fênix/Marvel Girl     | Jean Grey-Summers             | A-Force vol. 1 #1 (Maio 2015)    |                                   |
| Fada                  | Megan Gwynn                   | A-Force vol. 1 #1 (Maio 2015)    |                                   |
| Meggan Puceanu        |                               | A-Force vol. 1 #1 (Maio 2015)    |                                   |
| Mulher-Hulk           | Jennifer Walters              | A-Force vol. 1 #1 (Maio 2015)    | líder e baronesa de Arcadia.      |
| Singularity           | Singularity                   | A-Force vol. 1 #1 (Maio 2015)    | Sacrifices herself in A-Force #5. |
| Irmã Grimm            | Nico Minoru                   | A-Force vol. 1 #1 (Maio 2015)    |                                   |
| Espectro/Foton/Pulsar | Monica Rambeau                | A-Force vol. 1 #1 (Maio 2015)    |                                   |
| Mulher-Aranha         | Jessica Drew                  | A-Force vol. 1 #1 (Maio 2015)    |                                   |
| Gwen-Aranha           | Gwen Stacy                    | A-Force vol. 1 #1 (Maio 2015)    |                                   |
| Tempestade            | Ororo Munroe                  | A-Force vol. 1 #1 (Maio 2015)    |                                   |
| Emma Frost            | Emma Frost                    | A-Force vol. 1 #3 (Agosto 2015)  |                                   |
| Gaviã Arqueira        | Kate Bishop                   | A-Force vol. 1 #3 (Agosto 2015)  |                                   |
| Ms. Marvel            | Kamala Khan                   | A-Force vol. 1 #3 (Agosto 2015)  |                                   |
| Feiticeira Escarlate  | Wanda Maximoff                | A-Force vol. 1 #3 (Agosto 2015)  |                                   |
| Garota Aranha/Araña   | Anya Corazon                  | A-Force vol. 1 #3 (Agosto 2015)  |                                   |
| Garota Esquilo        | Doreen Green                  | A-Force vol. 1 #3 (Agosto 2015)  |                                   |
| Agente 13             | Sharon Carter                 | A-Force vol. 1 #5 (Outubro 2015) |                                   |
| Angela                | Angela Odinsdottir            | A-Force vol. 1 #5 (Outubro 2015) |                                   |
| Armadura              | Hisako Ichiki                 | A-Force vol. 1 #5 (Outubro 2015) |                                   |
| Gata Negra            | Felicia Hardy                 | A-Force vol. 1 #5 (Outubro 2015) |                                   |
| Clea                  |                               | A-Force vol. 1 #5 (Outubro 2015) |                                   |
| Karolina Dean         |                               | A-Force vol. 1 #5 (Outubro 2015) |                                   |
| Dominó                | Neena Thurman                 | A-Force vol. 1 #5 (Outubro 2015) |                                   |
| Pó                    | Sooraya Qadir                 | A-Force vol. 1 #5 (Outubro 2015) |                                   |
| Elektra Natchios      |                               | A-Force vol. 1 #5 (Outubro 2015) |                                   |
| Encantor              | Amora                         | A-Force vol. 1 #5 (Outubro 2015) |                                   |
| Flama/Estrela de Fogo | Angelica Jones                | A-Force vol. 1 #5 (Outubro 2015) |                                   |
| Molly Hayes           |                               | A-Force vol. 1 #5 (Outubro 2015) |                                   |
| Jubileu               | Jubilation Lee                | A-Force vol. 1 #5 (Outubro 2015) |                                   |
| M                     | Monet St. Croix               | A-Force vol. 1 #5 (Outubro 2015) |                                   |
| Miragem               | Dani Moonstar                 | A-Force vol. 1 #5 (Outubro 2015) |                                   |
| Harpia                | Bobbi Morse                   | A-Force vol. 1 #5 (Outubro 2015) |                                   |
| Serpente da Lua       | Heather Douglas               | A-Force vol. 1 #5 (Outubro 2015) |                                   |
| Psylocke              | Betsy Braddock                | A-Force vol. 1 #5 (Outubro 2015) |                                   |
| Resgate               | Pepper Potts                  | A-Force vol. 1 #5 (Outubro 2015) |                                   |
| Vampira               | Anna Marie                    | A-Force vol. 1 #5 (Outubro 2015) |                                   |
| Lince Negra           | Kitty Pryde                   | A-Force vol. 1 #5 (Outubro 2015) |                                   |
| Pássaro da Neve       | Narya                         | A-Force vol. 1 #5 (Outubro 2015) |                                   |
| Estatura              | Cassandra Lang                | A-Force vol. 1 #5 (Outubro 2015) |                                   |
| Tigra                 | Greer Grant                   | A-Force vol. 1 #5 (Outubro 2015) |                                   |
| X-23                  | Laura Kinney                  | A-Force vol. 1 #5 (Outubro 2015) |                                   |
| Mariko Yashida        |                               | A-Force vol. 1 #5 (Outubro 2015) |                                   |
| Gertrude Yorkes       |                               | A-Force vol. 1 #5 (Outubro 2015) |                                   |

### Post-Secret Wars
| Manto         | Nome Real                     | Reparição                          | Notas                                    |
| ------------- | ----------------------------- | ---------------------------------- | ---------------------------------------- |
| Capitã Marvel | Carol Danvers                 | A-Force vol. 2 #1 (Janeiro 2016)   |                                          |
| Medusa        | Medusalith Amaquelin Boltagon | A-Force vol. 2 #1 (Janeiro 2016)   |                                          |
| Mulher-Hulk   | Jennifer Walters              | A-Force vol. 2 #1 (Janeiro 2016)   |                                          |
| Singularity   |                               | A-Force vol. 2 #1 (Janeiro 2016)   |                                          |
| Crystal       | Alison Blaire                 | A-Force vol. 2 #2 (Fevereiro 2016) |                                          |
| Nico Minoru   |                               | A-Force vol. 2 #2 (Fevereiro 2016) |                                          |
| Cristal Thor  | Alison Blaire                 | A-Force vol. 2 #5 (Maio 2016)      | Morreu em A-Force vol. 2 #7 (Julho 2016) |

### MCU
End Game
| Manto                | Nome Real      |
| -------------------- | -------------- |
| Capitã Marvel        | Carol Danvers  |
| Feiticeira Escarlate | Wanda Maximoff |
| Gamora               | -              |
| Mantis               | -              |
| Nebulosa             | -              |
| Okoye                | -              |
| Resgate              | Pepper Potts   |
| Shuri                | Aja-Adanna     |
| Valquíria            | -              |
| Vespa                | Hope Van Dyne  |

## Outras mídias
Uma tabela da Força V foi lançada como parte do pacote do "Women of Power" DLC para Zen Pinball 2 e Pinball FX2 e também para um evento no Avengers Academy App.

Durante a batalha final do filme 2019 Vingadores: Ultimato, um grupo de super-heroínas (incluindo Capitã Marvel, Feiticeira Escarlate, Resgate, Shuri, Okoye, Vespa, Gamora, Nebulosa, Mantis e Valquíria)  tentam juntas criar uma reminiscência Com as Joias do Infinito passado Thanos e seu exército para o reino quântico.